# Felix Tekusch
Felix Tekusch (11 maggio 1889 – 21 maggio 1916) è stato un calciatore austriaco.

## Statistiche

### Cronologia presenze e reti in nazionale
| Cronologia completa delle presenze e delle reti in nazionale ― Austria | Cronologia completa delle presenze e delle reti in nazionale ― Austria | Cronologia completa delle presenze e delle reti in nazionale ― Austria | Cronologia completa delle presenze e delle reti in nazionale ― Austria | Cronologia completa delle presenze e delle reti in nazionale ― Austria | Cronologia completa delle presenze e delle reti in nazionale ― Austria | Cronologia completa delle presenze e delle reti in nazionale ― Austria | Cronologia completa delle presenze e delle reti in nazionale ― Austria |
| Data                                                                   | Città                                                                  | In casa                                                                | Risultato                                                              | Ospiti                                                                 | Competizione                                                           | Reti                                                                   | Note                                                                   |
| ---------------------------------------------------------------------- | ---------------------------------------------------------------------- | ---------------------------------------------------------------------- | ---------------------------------------------------------------------- | ---------------------------------------------------------------------- | ---------------------------------------------------------------------- | ---------------------------------------------------------------------- | ---------------------------------------------------------------------- |
| 1-5-1910                                                               | Vienna                                                                 | Austria                                                                | 2 – 1                                                                  | Ungheria                                                               | Amichevole                                                             | -                                                                      |                                                                        |
| 6-11-1910                                                              | Budapest                                                               | Ungheria                                                               | 3 – 0                                                                  | Austria                                                                | Amichevole                                                             | -                                                                      |                                                                        |
| 7-5-1911                                                               | Vienna                                                                 | Austria                                                                | 3 – 1                                                                  | Ungheria                                                               | Amichevole                                                             | -                                                                      | Cap.                                                                   |
| 10-9-1911                                                              | Dresda                                                                 | Germania                                                               | 1 – 2                                                                  | Austria                                                                | Amichevole                                                             | -                                                                      |                                                                        |
| 5-11-1911                                                              | Budapest                                                               | Ungheria                                                               | 2 – 0                                                                  | Austria                                                                | Trofeo Wagner                                                          | -                                                                      |                                                                        |
| 5-5-1912                                                               | Vienna                                                                 | Austria                                                                | 1 – 1                                                                  | Ungheria                                                               | Trofeo Wagner                                                          | -                                                                      |                                                                        |
| 22-12-1912                                                             | Genova                                                                 | Italia                                                                 | 1 – 3                                                                  | Austria                                                                | Amichevole                                                             | -                                                                      |                                                                        |
| 26-10-1913                                                             | Budapest                                                               | Ungheria                                                               | 4 – 3                                                                  | Austria                                                                | Trofeo Wagner                                                          | -                                                                      |                                                                        |
| 3-5-1914                                                               | Vienna                                                                 | Austria                                                                | 2 – 0                                                                  | Ungheria                                                               | Trofeo Wagner                                                          | -                                                                      |                                                                        |
| Totale                                                                 |                                                                        | Presenze                                                               | 9                                                                      |                                                                        | Reti                                                                   | 0                                                                      |                                                                        |